# Турианчай (посёлок)
Турианчай (азерб. Türyançay) — посёлок городского типа в Агдашском районе Азербайджана. Расположен в 19 км от железнодорожной станция Ляки (на линии Аджикабул — Евлах).
Статус посёлка городского типа с 1947 года.
В посёлке расположен Турианчайский гидроузел на реке Турианчай.

## Население
| 1970 | 1979 | 1989 | 2011 |
| ---- | ---- | ---- | ---- |
| 120  | 206  | 258  | 300  |